# アディソン・リード
アディソン・デボン・リード（Addison Devon Reed, 1988年12月27日 - ）は、アメリカ合衆国カリフォルニア州サンバーナーディーノ郡ランチョクカモンガ出身の元プロ野球選手（投手）。右投左打。愛称はリーダー。

## 経歴

### プロ入りとホワイトソックス時代
2010年のMLBドラフト3巡目（全体95位）でシカゴ・ホワイトソックスから指名され、プロ入り。
2011年9月4日のデトロイト・タイガース戦でメジャーデビュー。
2012年5月23日にロビン・ベンチュラ監督からクローザーに指名された。この年は29セーブを挙げた。
2013年もクローザーとして活躍し、6月22日]のカンザスシティ・ロイヤルズ戦では通算50セーブを記録した。8月22日には、2003年のロサンゼルス・ドジャースのエリック・ガニエ以来、ホワイトソックスとしては史上初となる6試合連続セーブを記録した。最終的に、48回のセーブ機会で40セーブを挙げた。

### ダイヤモンドバックス時代
2013年12月16日にマット・デビッドソンとのトレードで、アリゾナ・ダイヤモンドバックスへ移籍した。
2014年3月3日にダイヤモンドバックスと1年契約に合意した。ダイヤモンドバックスでも引き続きクローザーを務め、62試合に登板して32セーブ（リーグ9位タイ）を挙げ、通算100セーブも達成した。しかし、投球内容は安定していたとは言えず、大事な局面で被弾するケースが目立った。11被本塁打はメジャーのリリーバー全体でワースト3位タイの本数であり、防御率は4.25・7敗を喫した。
2015年はクローザーの座から陥落し、38試合にリリーフとして登板。防御率4.20・2勝2敗・WHIP1.50と、不安定なピッチングが続いた。

### メッツ時代
2015年8月30日にミラー・ディアス、マット・クックとのトレードで、ニューヨーク・メッツへ移籍した。メッツでは調子を上げ、17試合に登板して防御率1.17・WHIP1.04・奪三振率10.0という好成績を残した。ダイヤモンドバックスとの合計では55試合にリリーフ登板し、3勝3敗4セーブ、防御率3.38、WHIP1.38という成績を記録。4年連続55試合以上に登板したほか、被本塁打3本はこの4シーズンで最少。防御率も、キャリアハイの数値をマークし、通年では安定感があったと言える。
2016年はリーグ2位タイとなる80試合に登板して防御率1.97・WHIP0.94を記録。奪三振率も2年ぶりに10.0台に復帰した。
2017年はクローザーのジェウリス・ファミリアが、家庭内暴力の影響で離脱が見込まれた為、リードがクローザーを務めた。チームを出るまでに48試合にリリーフ登板し、防御率2.57・1勝2敗19セーブ・WHIP1.12という成績を記録した。

### レッドソックス時代
2017年7月31日にジェイミー・カラハン、スティーブン・ノゴセク、ヘルソン・バティスタとのトレードで、ボストン・レッドソックスへ移籍した。レッドソックス加入後はクローザーで投げず、29試合の登板でセーブは0だった。メッツとの合算では、77試合のリリーフ登板で2勝3敗19セーブ、防御率2.84、WHIP1.05、奪三振率9.0という成績だった。なお、この77試合登板という数値は、MLB全体で3位タイの数字である。オフの11月2日にFAとなった。

### ツインズ時代
2018年1月15日にミネソタ・ツインズと2年1675万ドルで契約を結んだ。
2019年5月16日にDFAとなり、21日に自由契約となった。

## 投球スタイル
150km/h前後のフォーシームを軸に、スライダーを組み合わせる投球スタイルであり、球種は少ない。左打者に強く、対左打率はそれぞれ2013年が.210、2014年が.219という好数値を記録している。速球のノビがあり、三振奪取能力が高い。欠点は、被本塁打が多い点である。

## 詳細情報

### 年度別投手成績
| 年 度    | 球 団    | 登 板 | 先 発 | 完 投 | 完 封 | 無 四 球 | 勝 利 | 敗 戦 | セ 丨 ブ | ホ 丨 ル ド | 勝 率 | 打 者 | 投 球 回 | 被 安 打 | 被 本 塁 打 | 与 四 球 | 敬 遠 | 与 死 球 | 奪 三 振 | 暴 投 | ボ 丨 ク | 失 点 | 自 責 点 | 防 御 率 | W H I P |
| -------- | -------- | ----- | ----- | ----- | ----- | -------- | ----- | ----- | -------- | ----------- | ----- | ----- | -------- | -------- | ----------- | -------- | ----- | -------- | -------- | ----- | -------- | ----- | -------- | -------- | ------- |
| 2011     | CWS      | 6     | 0     | 0     | 0     | 0        | 0     | 0     | 0        | 0           | ----  | 33    | 7.1      | 11       | 1           | 1        | 0     | 0        | 12       | 0     | 0        | 3     | 3        | 3.68     | 1.50    |
| 2012     | CWS      | 62    | 0     | 0     | 0     | 0        | 3     | 2     | 29       | 4           | .600  | 238   | 55.0     | 57       | 6           | 18       | 3     | 2        | 54       | 0     | 1        | 30    | 29       | 4.75     | 1.36    |
| 2013     | CWS      | 68    | 0     | 0     | 0     | 0        | 5     | 4     | 40       | 0           | .556  | 295   | 71.1     | 56       | 6           | 23       | 2     | 2        | 72       | 2     | 0        | 31    | 30       | 3.79     | 1.11    |
| 2014     | ARI      | 62    | 0     | 0     | 0     | 0        | 1     | 7     | 32       | 0           | .125  | 252   | 59.1     | 57       | 11          | 15       | 2     | 1        | 69       | 3     | 0        | 31    | 28       | 4.25     | 1.21    |
| 2015     | ARI      | 38    | 0     | 0     | 0     | 0        | 2     | 2     | 3        | 8           | .500  | 181   | 40.2     | 47       | 2           | 14       | 5     | 0        | 34       | 2     | 0        | 19    | 10       | 4.20     | 1.50    |
| 2015     | NYM      | 17    | 0     | 0     | 0     | 0        | 1     | 1     | 1        | 6           | .500  | 60    | 15.1     | 11       | 1           | 5        | 1     | 0        | 17       | 0     | 0        | 2     | 2        | 1.17     | 1.05    |
| '15計    | NYM      | 55    | 0     | 0     | 0     | 0        | 3     | 3     | 4        | 14          | .500  | 241   | 56.0     | 58       | 3           | 19       | 6     | 0        | 51       | 2     | 0        | 21    | 21       | 3.38     | 1.38    |
| 2016     | NYM      | 80    | 0     | 0     | 0     | 0        | 4     | 2     | 1        | 40          | .667  | 304   | 77.2     | 60       | 4           | 23       | 4     | 0        | 91       | 4     | 0        | 18    | 17       | 1.97     | 0.94    |
| 2017     | NYM      | 48    | 0     | 0     | 0     | 0        | 1     | 2     | 19       | 4           | .333  | 200   | 49.0     | 49       | 6           | 6        | 1     | 0        | 48       | 1     | 0        | 14    | 14       | 2.57     | 1.12    |
| 2017     | BOS      | 29    | 0     | 0     | 0     | 0        | 1     | 1     | 0        | 11          | .500  | 106   | 27.0     | 16       | 5           | 9        | 2     | 1        | 28       | 1     | 0        | 10    | 10       | 3.33     | 0.93    |
| '17計    | BOS      | 77    | 0     | 0     | 0     | 0        | 2     | 3     | 19       | 15          | .400  | 306   | 76.0     | 65       | 11          | 15       | 3     | 1        | 76       | 2     | 0        | 24    | 24       | 2.84     | 1.05    |
| 2018     | MIN      | 55    | 0     | 0     | 0     | 0        | 1     | 6     | 0        | 10          | .143  | 242   | 56.0     | 65       | 11          | 15       | 3     | 3        | 44       | 2     | 0        | 30    | 28       | 4.50     | 1.43    |
| MLB：8年 | MLB：8年 | 465   | 0     | 0     | 0     | 0        | 19    | 27    | 125      | 83          | .413  | 1911  | 458.2    | 428      | 53          | 119      | 23    | 9        | 469      | 15    | 1        | 188   | 180      | 3.53     | 1.19    |

- 各年度の太字はリーグ最高

### 背番号
- 43（2011年 - 2018年）